# Землетрясение в Ганьсу
Землетрясение в Ганьсу произошло 16 декабря 1920 года в китайском уезде Хайюань, который в те годы входил в состав провинции Ганьсу.
Произошедшее 16 декабря в Китае сильнейшее землетрясение в Ганьсу сопровождалось массовыми разрушениями охватившими территорию площадью около 3,8 тысячи квадратных километров. В 20:06:53 по местному времени (GMT 12:06:53) произошел первый удар с магнитудой 7,8 по шкале Рихтера, за ним последовал ряд толчков, продолжавшихся в течение трёх минут. Интенсивность толчков в эпицентре достигла максимума в XII баллов по шкале Меркалли. Он находился в горном районе в 1600 километрах к западу от Шанхая. Очевидцы сообщали о глухом гуле перед началом землетрясения. Сейсмические колебания ощущались на территории площадью в четыре миллиона квадратных километров. Наиболее значительные разрушения произошли в провинциях Центрального Китая — Ганьсу и Шэньси, охватив площадь в 67,5 тысяч квадратных километров. Общее число погибших составило 270 тысяч человек. Примерно 20 тысяч  из них умерли от холода, после того как лишились своих жилищ. Более 73 тысяч человек погибли в уезде Хайюань. Вызванный землетрясением оползень похоронил под собою село  Суцзяхэ. Около 30 тысяч человек погибли в уезде Гуюань. В городах Лундэ и Хуэйнин рухнули почти все дома. В общей сложности, пострадали семь провинций и районов, в том числе такие крупные города как Ланьчжоу, Тайюань, Сиань, Синин и Иньчуань.
По числу жертв землетрясение в Ганьсу является одним из самых смертоносных в истории.